# 전자공시시스템
금융감독원 전자공시시스템(Data Analysis, Retrieval and Transfer System, 약칭: DART, 다트)은 상장법인 등이 공시서류를 인터넷으로 제출하고, 이용자는 제출 즉시 인터넷을 통해 공시서류를 조회할 수 있도록 하는 기업공시 시스템이다.

## 연혁
- 1997년 11월 - 전자공시제도 추진 기본방향 수립
- 1998년 2월 - 국민의 정부 100대 국정과제 선정
- 1998년 4월 - 전자공시제도 추진 종합계획 수립
- 1998년 8월 - 전자공시시스템 개발 착수
- 1999년 4월 - 1단계 전자공시시스템 인터넷 서비스 실시 - 상장법인의 사업, 반기, 감사종료보고서대상(서면제출 병행)
- 2000년 3월 - 2단계 전자공시시스템 인터넷 서비스 실시 - 모든 공시서류 대상(서면제출 병행)
- 2001년 1월 - 서면제출 면제
- 2002년 7월 - 통합공시서비스 시행 - 조회공시·공정공시 등 유가증권시장본부, 코스닥시장본부에서 별도 접수되는 공시서류를 DART시스템에서도 함께 공시
- 2002년 11월 - 정보통신기반보호법에 의한 주요정보통신기반시설로 지정
- 2004년 1월 - 백업센터 가동
- 2006년 6월 - 금융위/금감원 혁신브랜드 선정
- 2006년 11월 - 정부혁신 10대 브랜드 선정
- 2007년 2월 - 영문 DART 홈페이지 서비스 개시

## 추진효과
- 공시자료의 안방조회 시대 개막

누구든지 편리한 장소에서 시간에 구애받지 않고 금융감독원에 제출된 모든 공시자료의 열람이 가능
- 상장법인 등 공시의무자의 부담 경감

인터넷을 통한 제출로 공시의무자가 금융감독원을 방문하지 않고 모든 공시자료를 제출
한국거래소, 공인회계사회 등에 각각 제출하던 동일서류를 금융감독원 한 곳으로 접수창구 일원화(One-Stop Filing)
- 사회적 비용 절감

공시자료의 전자문서화에 따른 Paperless 효과
공시자료의 방문 제출 및 열람에 소요되는 시간 비용 절감
- 행정의 투명성 및 효율성 제고

신고서의 접수는 물론 접수여부의 확인 등 처리과정 일체를 완전 전산화
- 자본시장의 건전한 발전 도모

공시자료에 대한 투자자의 접근이 용이하고 신속하게 정보가 제공됨으로써 기업경영에 대한 시장의 monitoring 강화

## 전자공시제도 관련 규정
자본시장과 금융투자업에 관한 법률 제436조 (전자문서에 의한 신고 등)
자본시장과 금융투자업에 관한 법률 시행령 제385조 (전자문서에 의한 신고 등)
증권의 발행 및 공시등에 관한 규정 제6장 (전자문서에 의한 신고 등)